# ال بوسکه (شیلی)
ال بوسکه (به اسپانیایی: El Bosque) یک شهرستان در شیلی است که در استان سانتیاگو واقع شده‌است. ال بوسکه ۱۴٫۱ کیلومتر مربع مساحت و ۱۷۵٬۵۹۴ نفر جمعیت دارد و ۵۸۷ متر بالاتر از سطح دریا واقع شده‌است.